# Sörgraven
Sörgraven är en sjö i Umeå kommun i Västerbotten och ingår i Dalkarlsån-Sävaråns kustområde. Sjön har en area på 0,221 kvadratkilometer och ligger 1 meter över havet. Sörgraven ligger i Holmöarna Natura 2000-område.

## Delavrinningsområde
Sörgraven ingår i det delavrinningsområde (707052-174937) som SMHI kallar för Rinner till N n Kvarkens kustvatten. Medelhöjden är 2 meter över havet och ytan är 2,86 kvadratkilometer. Det finns inga avrinningsområden uppströms utan avrinningsområdet är högsta punkten. Avrinningsområdets utflöde mynnar i havet, utan att ha någon enskild mynningsplats.